# Neuwiesen

Karte des Quartiers

Neuwiesen ist ein Quartier der Stadt Winterthur, das westlich des Hauptbahnhofs liegt. Das Quartier bildet zusammen mit den Quartieren Altstadt, Lind, Heiligberg, Tössfeld und Brühlberg den Stadtkreis 1 (Stadt).

## Geografie
Das westlich des Stadtzentrums liegende Quartier Neuwiesen wird östlich durch den Hauptbahnhof respektive die Bahngeleise der Rheinfallbahn begrenzt, deren Kurve Richtung Wülflingen auch die Quartiergrenze bildet. Auf der anderen Seite der Geleise grenzt Neuwiesen an die Quartiere Altstadt und Lind. Die Grenze im Norden bildet die ehemalige Gemeindegrenze der Stadt Winterthur gegenüber dem heutigen Stadtkreis Veltheim, an deren Quartier Blumenau Neuwiesen grenzt. Am nordwestlichen Ende hat das Quartiergebiet nach den Püntenanlagen sogar noch eine gemeinsame Grenze mit dem Wülflinger Quartier Oberfeld. Gegen Südwesten bildet die Eulach über fast die ganze Länge die natürliche Grenze zum Quartier Brühlberg. An der Südgrenze grenzt Neuwiesen zuletzt auch noch entlang der Zürcherstrasse an das Quartier Neuwiesen.
Das Quartier selbst befindet sich komplett in der Eulachschotterebene und ist dementsprechend eben. Es ist in der Nähe des Bahnhofes relativ dicht und ohne viel Grünfläche überbaut, lockert sich aber stadtauswärts auf.

## Bildung
Im Zentrum des Quartiers befindet sich das 1876 errichtete Primarschulhaus Neuwiesen. Neben der Schützenwiese befindet sich ein gleichnamiger Kindergarten. In die Sekundarschule gehen die Schüler ins Schulhaus St. Georgen nordwestlich des Hauptbahnhofs und damit ausserhalb des Quartiers.
Auf Gebiet des Quartiers befindet sich zudem noch an der Wülflingerstrasse das Hauptgebäude der Berufsbildungsschule Winterthur.

## Geschichte
In der Mitte des 19. Jahrhunderts gab es auf dem Gebiet des Quartiers noch nicht viel Siedlungstätigkeit. Neben einer durch einen Wasserkanal betriebenen Mühle und dem Schützenhaus auf Höhe des heutigen Stadions Schützenwiese, stand dort vor allem das Laboratorium, das 1778 als erste chemische Fabrik der Schweiz in den Neuwiesen ihren Betrieb aufnahm. Diese stellte ihren Betrieb jedoch noch vor Beginn der Bautätigkeit im Quartier 1854 ein, von ihrer Existenz zeugt heute nur noch eine nach ihr benannte Strasse.

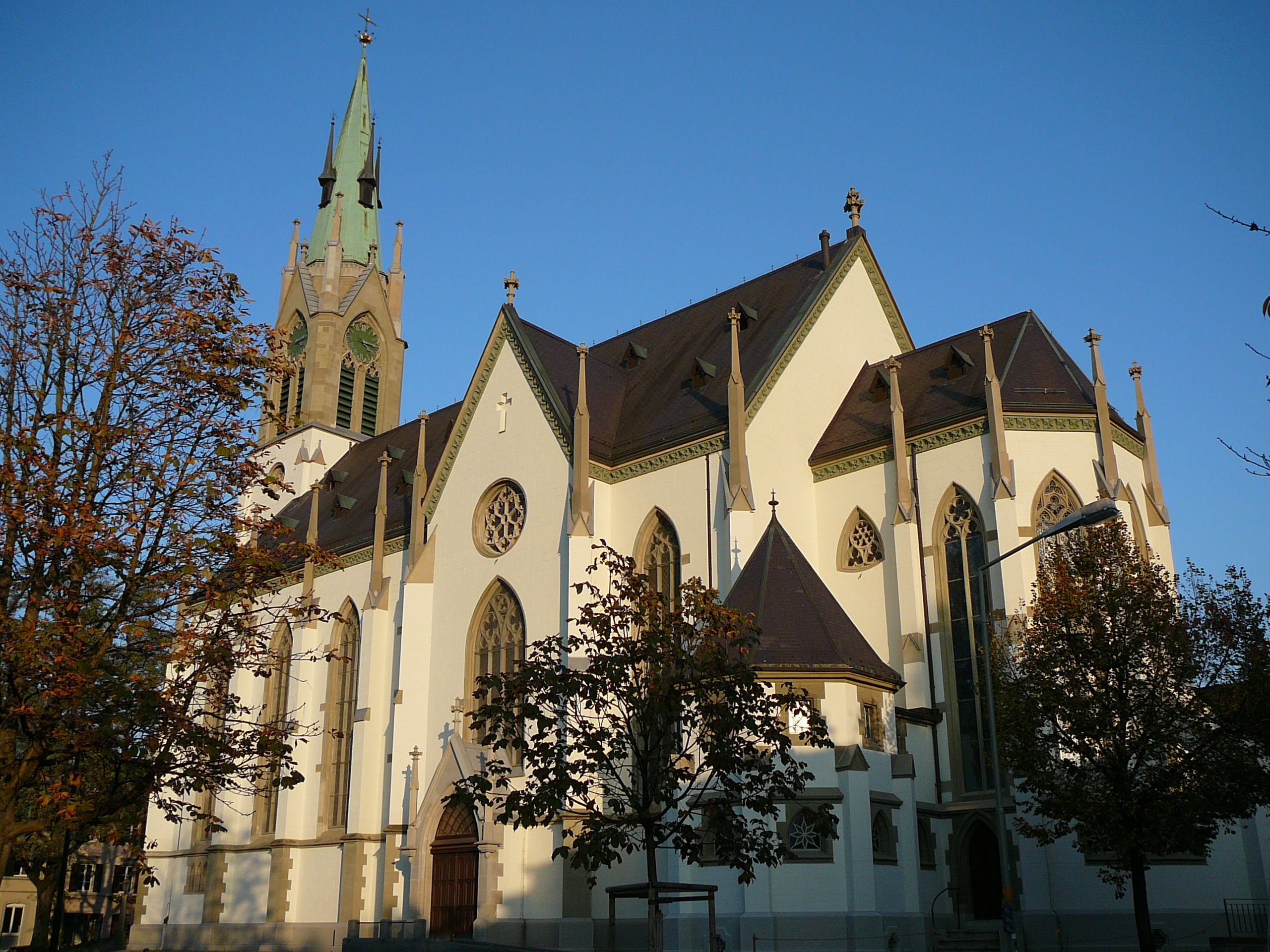
Die 1868 fertiggestellte Kirche St. Peter und Paul bildet das Zentrum des Quartiers

Die Entwicklung des Quartiers westlich des Bahnhofs war aber bereits absehbar und nahm mit der 1862 erlassenen Bauordnung Fahrt auf. Als im gleichen Jahr der Zürcher Kantonsrat mit dem zürcherischen Kirchengesetz die katholische Kirche im Kanton wieder zuliess, trat die Stadt Winterthur 1864 inmitten der Neuwiesen der katholischen Gemeinde ein Stück Land ab, die darauf mit der Kirche St. Peter und Paul die erste katholische Kirche der Neuzeit im Kanton errichtete. Sie sollte das Zentrum des neu auf dem Reissbrett entstehenden Quartiers bilden. Die Kirche selbst wurde in mehreren Etappen gebaut. Während der Rohbau bereits 1868 fertiggestellt war, erfolgte der Innenausbau erst 1883 und geweiht wurde das Gotteshaus schliesslich 1897. 1870 wurde der früher auf der heutigen Schützenwiese stehende Schiessplatz auf die Höhe der heutigen Eulachhallen verlegt. Die zentral durchs Quartier führende Wartstrasse wurde in den 1870er-Jahren bebaut, 1876 entstand dort auch das Schulhaus Neuwiesen nach den Plänen von Joseph Bösch. Auf einer Karte von 1885 sieht man bereits, dass das Gebiet zwischen Schützenstrasse, Salstrasse, Konradstrasse und Bahnhof überbaut war. Einer der treibenden Kräfte des Baubooms in den 1870er- bis 1890er-Jahren war Jakob Ackeret, nach ihm wurde später in der Mitte des Quartiers ein Teilstück der Laboratoriumstrasse benannt.

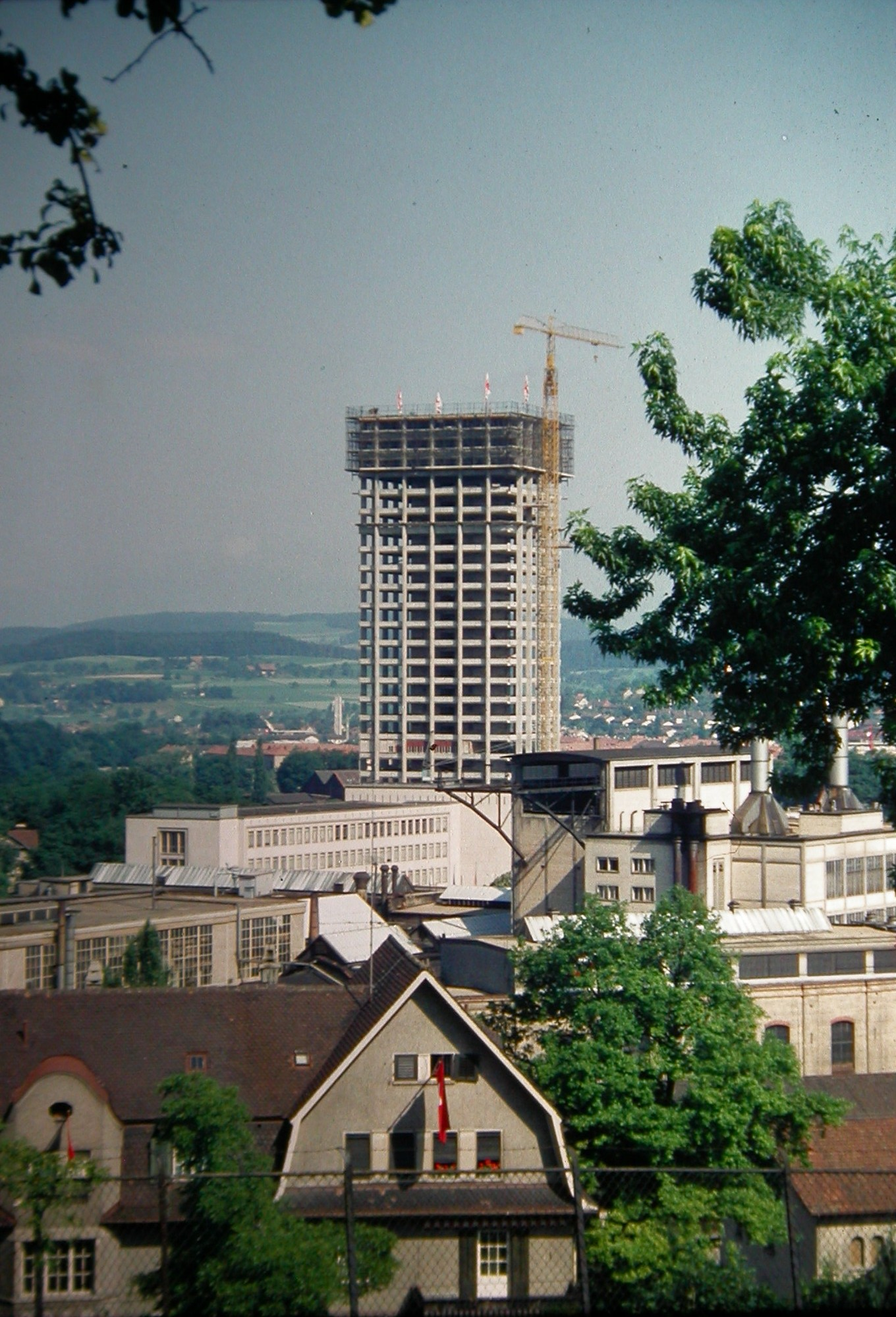
Das sich in Bau befindende Sulzer-Hochhaus (1964)

Zu Beginn des 20. Jahrhunderts war dann das Gebiet zwischen Winterthur und Veltheim bereits lose überbaut und damit zusammengewachsen. Eine weitere wichtige Veränderung für das Quartier war die Eindolung der Eulach bis zur Neuwiesenstrasse und die Aufhebung des Eulachkanals auf Gebiet des Quartiers Anfangs der 1910er-Jahre. Zur Stadtvereinigung 1922 gab es abgesehen von kleinen Flächen entlang der Wülflingerstrasse sowie bei der Zürcherstrasse keine grösseren Bebauungslücken mehr auf Quartiergebiet. Weitere Eckpunkte der Quartierentwicklung des 20. Jahrhunderts waren für das Quartier die Einstellung des Schiessbetriebs im Jahre 1956, der im Quartier für reichlich Lärmemissionen gesorgt hat. 1964 wurde neben dem Stadion Schützenwiese das Sulzer-Hochhaus errichtet (ursprünglich sollte es sogar ein Doppelhochhaus werden), das die nächsten 40 Jahre nach seiner Errichtung das grösste Hochhaus der Schweiz sein sollte. Ebenfalls dürfte man im Quartier zwei Jahre später die Eröffnung der A1-Umfahrung um Winterthur bemerkt haben, da bis zu diesem Zeitpunkt der ganze Durchgangsverkehr nach Schaffhausen durch das Quartier fuhr. Jedoch durchschneidet die Neuwiesenstrasse als verkehrsreichste Strasse des Quartiers weiterhin. 1977 wurden die Häuser an der Gertrudstrasse abgebrochen und das Einkaufszentrum Neuwiesen errichtet. 1983 entstand an der Stelle des ehemaligen Schützenhauses die Erste der beiden Eulachhallen.

## Kultur und Freizeit

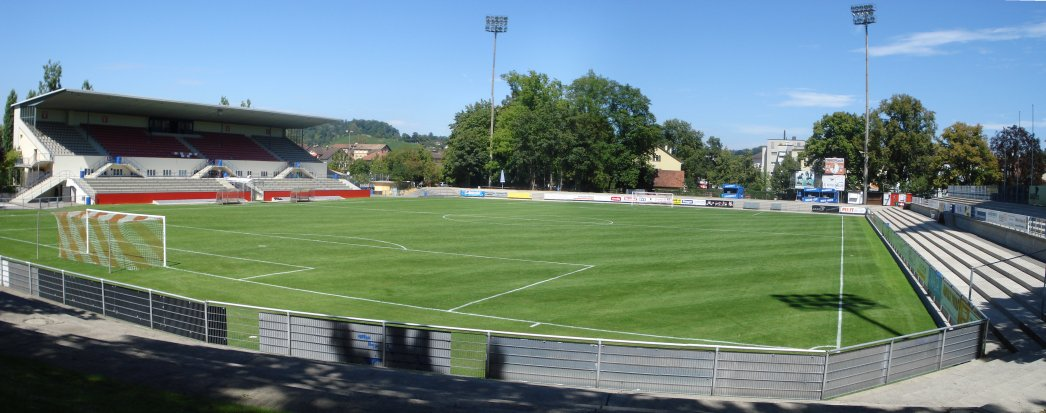
Blick von Süden auf die Schützenwiese, vor dem Neubau der Gegentribüne

Durch die räumliche Nähe des Quartiers zum Winterthurer Zentrum sind die meisten Freizeitaktivitäten relativ zentral zugänglich. Zusätzlich befinden sich im Grüngürtel im Südwesten des Quartiers neben der Eulach mehrere Sportanlagen. Gleich neben dem Sulzer-Hochhaus befindet sich mit dem Stadion Schützenwiese die Heimat des FC Winterthur. Hinter der Schützenwiese befinden sich die Tennisanlagen des TC Schützenwiese, der früher eine Sektion des Fussballvereins war. Weiter im Westen sind die Eulachhallen zu finden, Heimat der beiden Winterthurer Handballvereine Pfadi und Yellow. Ebenfalls finden in der Eulachhalle in regelmässigen Abständen Messen statt, wie zum Beispiel jeweils im November die Winterthurer Messe. Zwischen Eulachhalle und Schützenwiese befindet sich zusätzlich noch die städtische Turnhalle Rennweg mit ihren Aussenanlagen.
Ebenfalls in unmittelbarer Nähe zum Quartier befindet sich auf der anderen Seite der Eulach der Brühlberg.

## Verkehrsanbindung
Der Hauptbahnhof von Winterthur liegt im Osten des Quartiers. Dort laufen bis auf eine Stadtbuslinie und ein paar Regionalbuslinien, die beim Bahnhof Oberwinterthur enden, alle Verkehrsverbindungen von Winterthur zusammen. Am Bahnhof halten alle Schnellzüge und man ist mit dem Zug in 20 Minuten in Zürich und in 10 Minuten am Flughafen Zürich. Zudem verkehrt entlang der Wülflingerstrasse im Norden noch die Buslinie 2 Richtung Wülflingen.

## Das Quartier auf historischen Karten
Alle Karten zeigen den gleichen Ausschnitt der des Quartiers und sind somit vergleichbar.

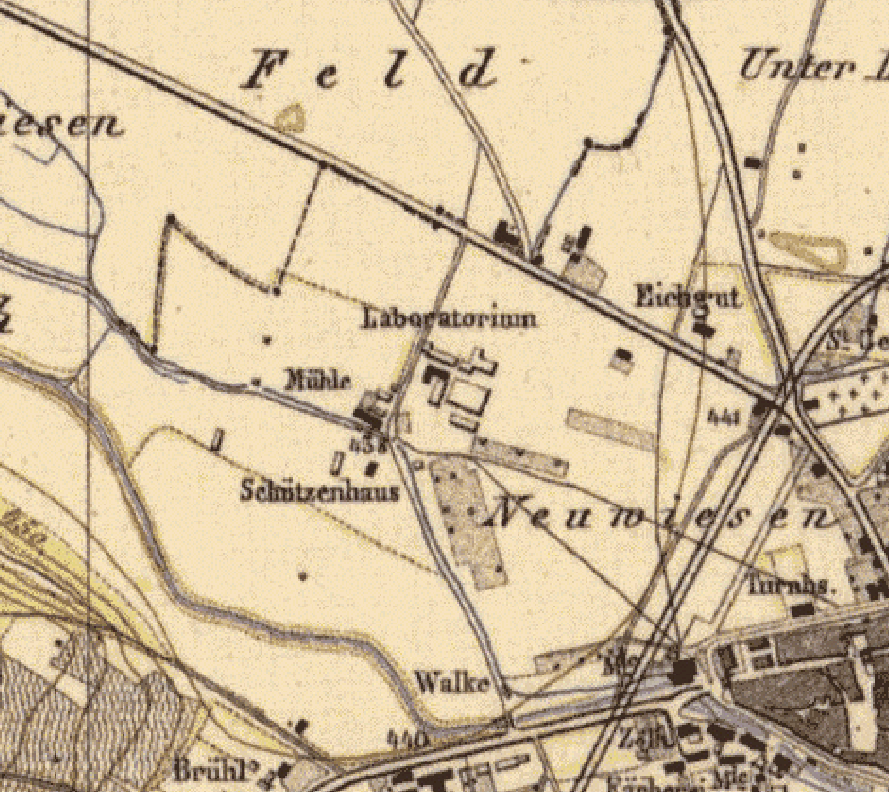
1843 (Wildkarte)
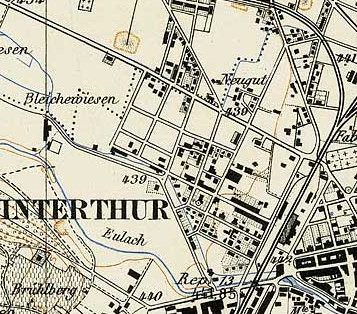
1881 (Siegfriedkarte)
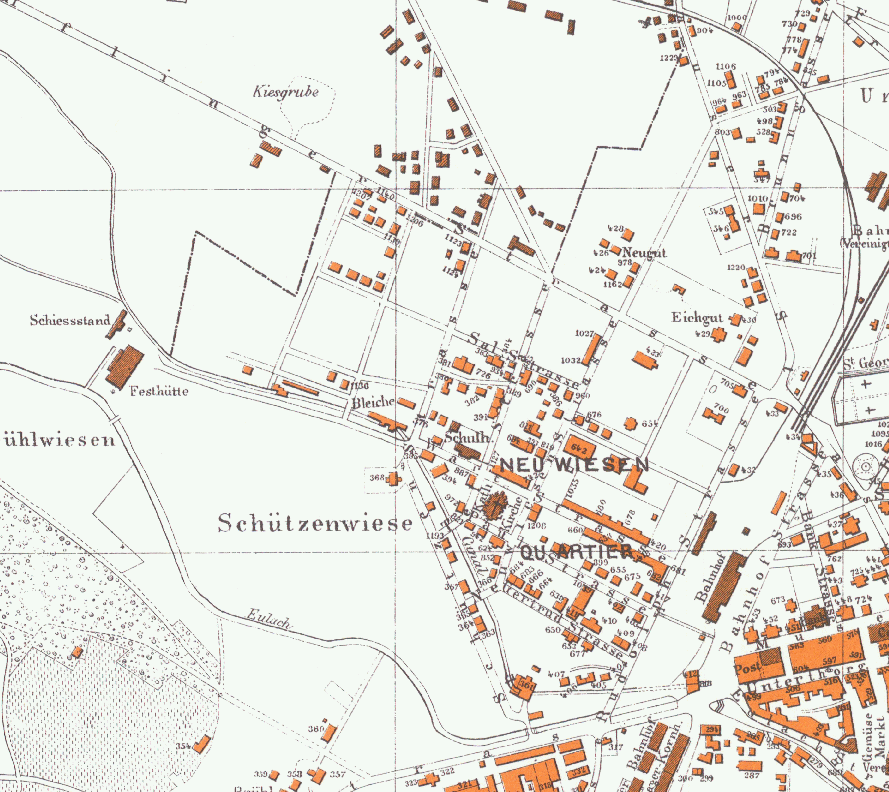
1885 (Karte von Kartographia Winterthur)
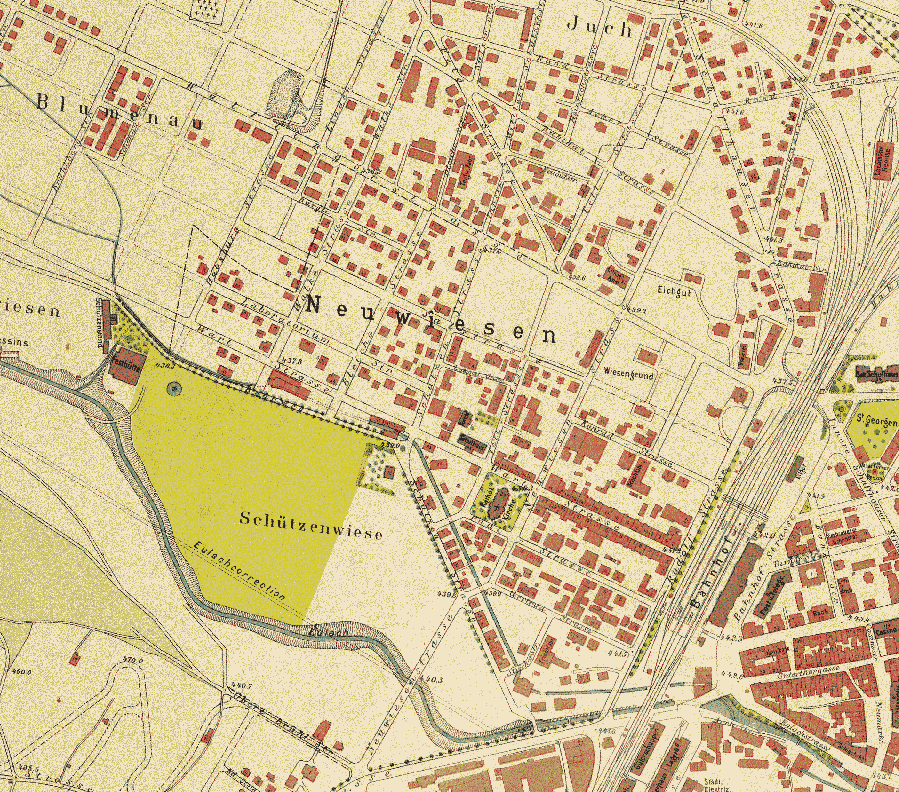
1904 (Karte von Kartographia Winterthur)